# Aponotoreas insignis
Aponotoreas insignis là một loài bướm đêm trong họ Geometridae.